# Лука-2
Лука-2 (рос. Лука-2) — присілок у Чудовському районі Новгородської області Російської Федерації.
Населення становить 102 особи. Входить до складу муніципального утворення Успенське сільське поселення.

## Історія
Від 2004 року входить до складу муніципального утворення Успенське сільське поселення.

## Населення
| 2010 |
| ---- |
| 102  |